# Section.80
Albums de Kendrick Lamar
Overly Dedicated
(2010) Good Kid, M.A.A.D City
(2012)
Singles
1. HiiiPoWeR
Sortie : 12 avril 2011

Section.80 est le premier album studio de Kendrick Lamar, sorti le 2 juillet 2011 par Top Dawg Entertainment. Les artistes Colin Munroe, GLC, Ashtro Bot, BJ the Chicago Kid, Schoolboy Q, Ab-Soul et Alori Joh ont participé à l'album. La production a été principalement assurée par les producteurs internes de Top Dawg du groupe de production Digi+Phonics, ainsi que par THC, Tommy Black, Wyldfyer, Terrace Martin et J. Cole. Section.80 est un album concept dans lequel est traité des thèmes lyriques livrés par Lamar tels que l'épidémie de crack des années 1980, le racisme et l'accoutumance. Le seul single tiré de l'album, HiiPoWeR, est sorti le 12 avril 2011.
L'album a bien été accueilli par les critiques musicales et a atteint en première semaine de commercialisation aux États-Unis, la 113e place du Billboard 200 avec 5 400 albums écoulés, sans promotion ni couverture de la part des médias. En deux semaines, l'album s'est écoulé à 9 522 exemplaires,,. En février 2014, Section.80 s'était vendu à 130 000 exemplaires aux États-Unis. En avril 2017, il a été certifié disque d'or par la Recording Industry Association of America (RIAA),,.

## Contexte
Section.80 est le premier album studio de Lamar, précédé de la sortie de cinq mixtapes et d'un EP (extended-play). Lamar a enregistré l'album chez Top Dawg Studios à Carson, en Californie, et l'a écrit en grande partie dans la cuisine de sa mère.
Le single principal de Section.80 était la chanson HiiiPoWeR, dont le concept était d'expliquer le mouvement HiiiPoWeR promu par Lamar et les autres membres du label TDE. Au début du clip vidéo de HiiiPoWeR, il y a une citation de Lamar : « J'ai écrit #Section80 parce que j'ai reçu l'ordre de le faire. Tu ne comprendras jamais ma vie et mon monde. Avez-vous déjà vu un nouveau-né tuer un homme ? Kendrick Lamar. La scène suivante est un visuel de moi avec les yeux d'un enfant de 6 ans. Ma mère m'a dit de garder cette prise parce qu'elle disait qui j'étais. Un nourrisson qui cherche des réponses. Tu me pardonnes, deux fois ? Probablement pas. Je regarde cette vidéo et je me remémore cette folle matinée du 13 septembre 2010. J'ai reçu la visite de Lesane Parish Crooks. Faites des recherches sur son nom. Je me souviens que je dormais. Son image disait "Ne me laissez pas mourir". J'étais paranoïaque. J'ai dit "pourquoi" ? Il a dit "parce que tu es le........" »

## Musique et paroles
L'article.80 est un album conceptuel qui traite de la vie de Tammy et Keisha en expliquant les difficultés personnelles qu'elles vivent. Le morceau Tammy's Song (Her Evils) parle de deux filles qui trompent leur petit ami après avoir découvert qu'ils étaient infidèles. Ces deux filles finissent par coucher ensemble parce qu'elles ne peuvent pas faire confiance aux hommes. Keisha's Song (Her Pain) raconte l'histoire d'une prostituée qui cherche le réconfort et le contrôle, jusqu'à sa mort. Lamar explique que Section.80 s'adresse aux personnes nées dans les années 1980 jusqu'à maintenant, car il s'attarde sur divers sujets, comme la référence à Ronald Reagan et le sujet sur la façon dont l'épidémie de crack s'est produite dans les années 1980. Il explique que c'est en partie pour cette raison que les drogues sont populaires pour sa génération. Dans A.D.H.D, Lamar dénonce la drogue et l'accoutumance des personnes nées pendant l'ère Reagan. Kush & Corinthians évoque le fait que la justice et la morale sont rarement tranchées et sèches. 

## Réception critique
Section.80 a été salué par la critique. Metacritic lui a attribué une note une note moyenne de 80, basée sur 11 critiques. Andres Tardio de HipHopDX a écrit que Lamar « a peut-être cherché des réponses, mais ce voyage lui a permis de découvrir les albums les plus remarquables de cette année avec Section.80. ». Pour Adam Fleischer, journaliste de XXL, l'enregistrement révèle que « le cerveau de son auteur n'est ni perdu ni inutile, car il tisse des pensées soigneusement construites avant de cracher des raps sur chacune des 16 pistes du projet, s'assurant que rien n'est jetable ou sans but ». David Amidon de PopMatters a comparé Lamar à un Ice Cube au début de sa carrière, car « il nous dit seulement ce qu'il voit, et bien qu'il n'offre peut-être pas des solutions aussi souvent que [Ice Cube], il est certainement capable de nous peindre un tableau frappant ».
Pitchfork a placé l'album au 45e rang de sa liste des Top 50 albums de 2011. Complex l'a placé à la 7e place des meilleurs albums de l'année 2011. En l'honneur du cinquième anniversaire de Section.80, le chroniqueur de Forbes Ogden Payne a écrit un article expliquant comment l'album avait propulsé Lamar dans la « royauté hip-hop », le considérant comme « la genèse de Kendrick Lamar équilibrant avec succès le commentaire social et l'appel de masse, tout en posant les fondations de son label comme King Kendrick ». NME a placé l'album au troisième rang de sa liste des 101 albums à écouter avant de mourir en 2014.

## Réception commerciale
Section.80 ne s'est vendu qu'à 5 000 exemplaires aux États-Unis, sur la base de téléchargements numériques, en une semaine, se classant au 113e rang sur le Billboard 200, avec une promotion et une couverture médiatique générale minimale. En deux semaines, l'album s'est vendu à 9 000 exemplaires aux États-Unis,,,,. En février 2014, l'album s'était vendu à 130 000 exemplaires aux États-Unis. Le 14 avril 2017, l'album a été certifié or par la Recording Industry Association of America (RIAA), atteignant les 500 000 ventes.

## Liste des titres
| No  | Titre                                                                               | Contient un (des) sample(s) de | Durée |
| --- | ----------------------------------------------------------------------------------- | --- | ----- |
| 1.  | Fuck Your Ethnicity (Produit par THC)                                               | Put Your Hand in the Hand d'Anne Murray | 3:44  |
| 2.  | Hol' Up (Produit par Sounwave)                                                      | Shifting Sands of Sound de Dick Walter Hey Ya! d'OutKast                                                                                                   | 2:53  |
| 3.  | A.D.H.D (Produit par Sounwave)                                                      | The Knight Hawk de The Jet Age of Tomorrow | 3:35  |
| 4.  | No Makeup (Her Vice) (featuring Colin Munroe – Produit par Sounwave)                | Long Red de Mountain Introduction to Star Time! de James Brown                                                                                             | 3:55  |
| 5.  | Tammy's Song (Her Evils) (Produit par THC)                                          | Alfie de Dick Hyman Down for My Niggaz de C-Murder featuring Snoop Dogg et Magic                                                                           | 2:41  |
| 6.  | Chapter Six (Produit par Tommy Black)                                               | Hey de King | 2:41  |
| 7.  | Ronald Reagan Era (Produit par Tae Beast)                                           | I'd Be So Happy de Three Dog Night Wu-Tang Clan Ain't Nuthing Ta Fuck Wit du Wu-Tang Clan                                                                  | 3:36  |
| 8.  | Poe Mans Dream (His Vice) (featuring GLC – Produit par Willie B)                    | Go Stetsa I de Stetsasonic Peace Go With You, Brother (As-Salaam-Alaikum) de Gil Scott-Heron et Brian Jackson You Can Call Me Rover de The Main Ingredient | 4:21  |
| 9.  | The Spiteful Chant (featuring Schoolboy Q – Produit par Sounwave et Dave Free)      | Iron de Woodkid | 5:20  |
| 10. | Chapter Ten (Produit par THC et Iman Omari)                                         | | 1:15  |
| 11. | Keisha's Song (Her Pain) (featuring Ashtrobot – Produit par Tae Beast)              | Old and Wise du Alan Parsons Project Long Red de Mountain                                                                                                  | 3:47  |
| 12. | Rigamortis (Produit par Willie B)                                                   | The Thorn de Willie Jones III | 2:48  |
| 13. | Kush & Corinthians (His Pain) (featuring BJ the Chicago Kid – Produit par Wyldfyer) | | 5:04  |
| 14. | Blow My High (Members Only) (Produit par Tommy Black)                               | 4 Page Letter d'Aaliyah Voyager de Dexter Wansel Big Pimpin' de Jay-Z featuring UGK                                                                        | 3:35  |
| 15. | Ab-Soul's Outro (featuring Ab-Soul – Produit par Terrace Martin)                    | Life Is a Traffic Jam de Eight Mile Road | 5:50  |
| 16. | HiiiPoWeR (Produit par J. Cole)                                                     | Simon Says de Pharoahe Monch Duration Project Part 9 de Sixtoo So Appalled de Kanye West, Swizz Beatz et Jay-Z featuring Pusha T, CyHi da Prynce et RZA    | 4:39  |

## Certifications
| Pays              | Certification | Unités certifiées |
| ----------------- | ------------- | ----------------- |
| États-Unis (RIAA) | Or            | 500 000           |